# František Josef z Vrtby
František Josef hrabě z Vrtby (německy Franz Joseph Graf von Wrtby; 1759 nebo 1765 Praha – 27. srpna 1830 zámek Křimice) byl český šlechtic ze starobylého rodu Vrtbů. Působil jako císařský tajný rada, dědičného pokladníka Českého království ad.

## Původ

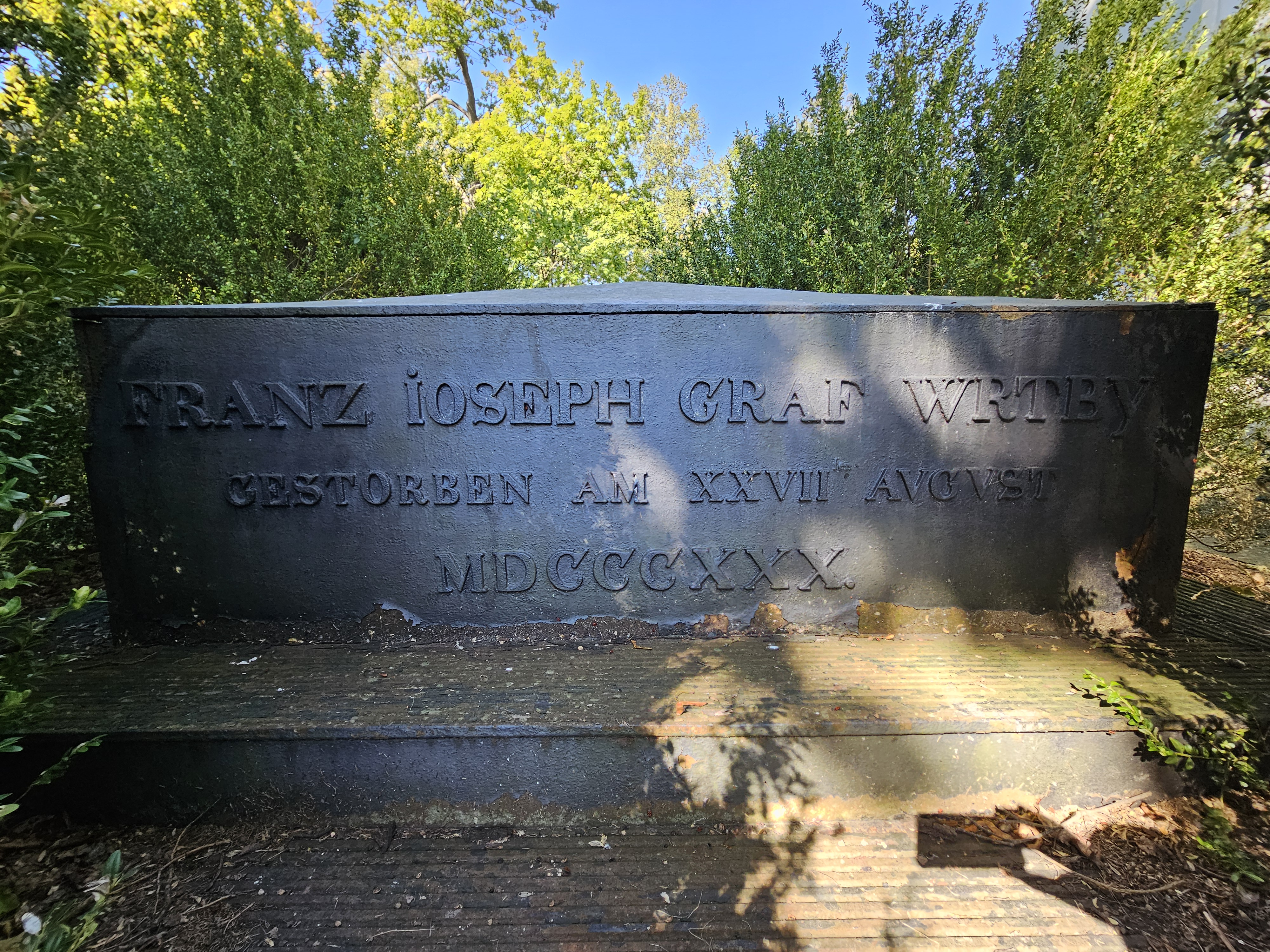
Tumba Františka Josefa z Vrtby západně od kostela sv. Vojtěcha ve Vejprnicích

Pocházel ze starší konopišťské rodové větve. Zastával úřady c. k. tajného rady, nejvyššího zemského maršálka a nejvyššího pokladníka Českého království. Za své služby byl jmenován rytířem toskánského Řádu sv. Štěpána.
Stál společně s dalšími hudbymilovnými šlechtici a měšťany u zrodu Jednoty pro zvelebení hudby v Čechách („Verein zur Beförderung der Tonkunst in Böhmen“), ze kterého v roce 1808 vznikla Pražská konzervatoř, kterou také podporoval až do své smrti.
Byl také zakladatelem divadla na zámku Konopiště.
Zemřel jako svobodný a bezdětný, a proto dědicem svých panství Konopiště, Křimice, Týnec nad Sázavou, Nekmíř a Žinkovy a tří nemovitostí v Praze ustanovil c. k. komorníka a c. k. nejvyššího vachmistra knížete Jana Karla z Lobkowicz (1799–1878).
Hrabě František Josef z Vrtby zemřel dne 27. srpna 1830 na zámku v Křimicích a byl pochován ve vejprnickém kostele sv. Vojtěcha.[zdroj?]